# Logo incrusté
 (juin 2017).
Si vous disposez d'ouvrages ou d'articles de référence ou si vous connaissez des sites web de qualité traitant du thème abordé ici, merci de compléter l'article en donnant les références utiles à sa vérifiabilité et en les liant à la section « Notes et références ».

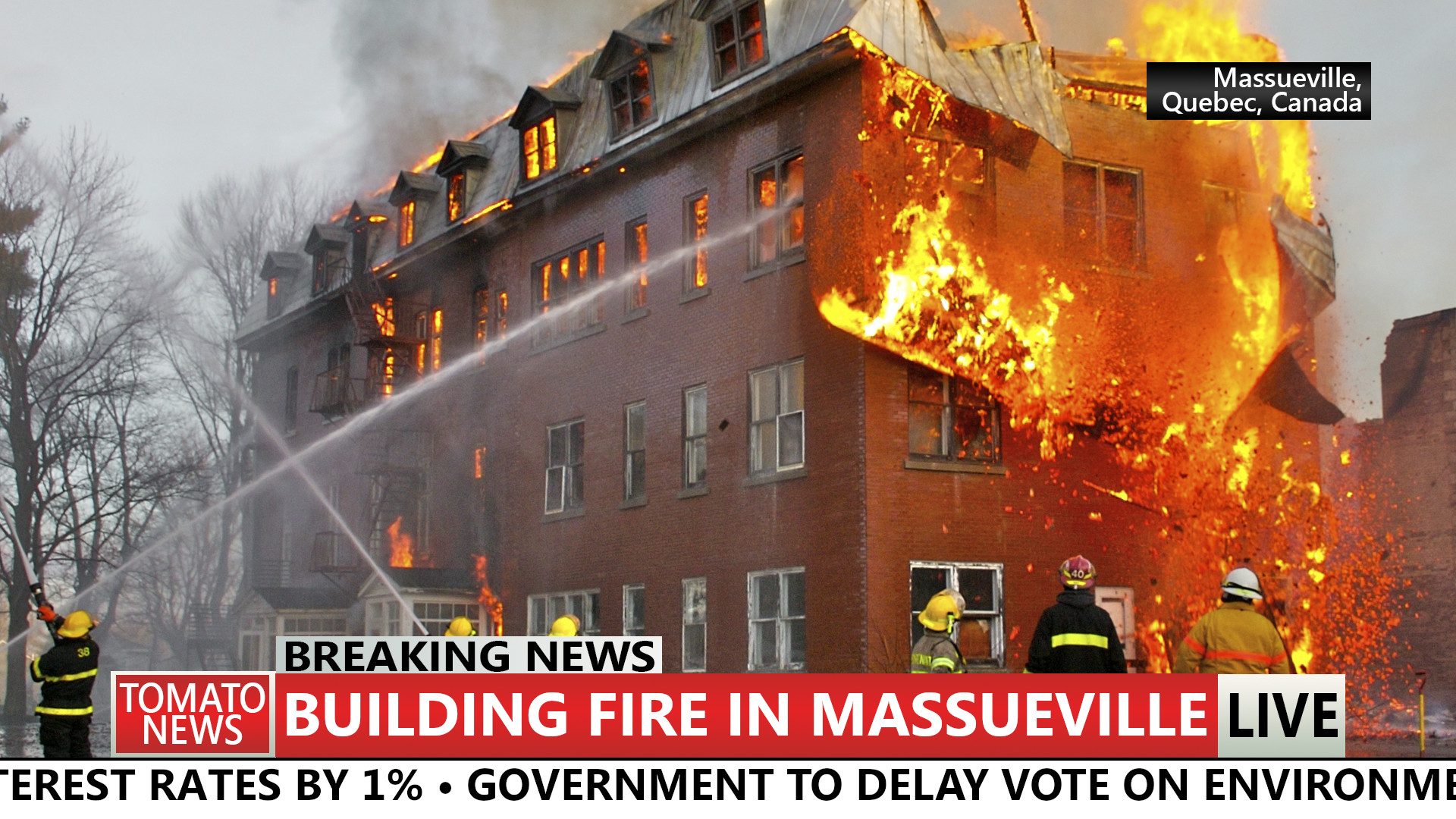

En télévision, le logo incrusté, appelé aussi bug ou bug antenne, est l'incrustation du logotype de la chaîne dans l'image diffusée, généralement dans l'un des quatre coins de l'écran.
Suivant les pays, l'incrustation du logotype de la chaîne est encadrée par une réglementation. Le logotype peut ainsi être retiré lors de la diffusion de messages publicitaires, ou d'œuvres protégées par le droit d'auteur, telles que les longs métrages. Leur aspect peut être modifié pour s'adapter aux évolutions techniques des modes de transmission.